# Märta Jung
Märta Christina Wilhelmina Jung, född 29 oktober 1889 i Malmö, död 30 mars 1979, var en svensk skolledare. Hon var dotter till Victor Jung.
Jung blev filosofie magister i Lund 1911, gjorde provår i Stockholm 1913, var ämneslärare vid Varbergs elementarskola för flickor 1913, vid Falkenbergs samskola 1914–1918, vid Tekla Åbergs högre läroverk för flickor i Malmö 1918–1928, rektor där 1929–1937 och vid kommunala flickskolan i Malmö 1937–1955. Hon tillhörde Malmö stadsfullmäktige 1935–1946. Jung är begravd på Sankt Pauli mellersta kyrkogård i Malmö.